# Hyalurga caralis
Hyalurga caralis är en fjärilsart som beskrevs av Druce 1885. Hyalurga caralis ingår i släktet Hyalurga och familjen björnspinnare. Inga underarter finns listade i Catalogue of Life.